# Сан-Хавьер (река)
Сан-Хавье́р (исп. Río San Javier) — рукав реки Параны. Расположен в аргентинской провинции Санта-Фе. Длина около 250 км.
Начинается напротив города Гойя провинции Корриентес, к востоку от Реконкисты. Течёт в юго-юго-западном направлении в широкой заболоченной пойме параллельно основному руслу Параны. Пересекает территорию департамента Сан-Хавьер и разделяется на несколько рукавов, один из которых является притоком Параны, а большинство впадают в лагуну Сетубал около города Санта-Фе, столицы одноимённой провинции.
На реке расположены населённые пункты Романг, Алехандра, Сан-Хавьер, Эльвесия, Кайяста, Санта-Роса-де-Кальчинес, Санта-Фе.

## Кайяста
Первый город в долине реки, Кайяста, был основан в 1573 году Хуаном де Гараем. После неоднократных наводнений и эрозии грунта столица провинции была перенесена в город Санта-Фе в 1660 году. Под водой сохранились остатки домов, часть площади и несколько церквей. В 1995 году Национальным университетом Росарио и этнографическим музеем Санта-Фе были проведены раскопки, которые выявили несколько тысяч фрагментов керамики, стекла, металла, кости и дерева.